# Natació als Jocs Olímpics d'estiu de 2012 - relleus 4x200 metres lliures masculins
La prova dels relleus 4x200 metres lliures masculins dels Jocs Olímpics d'Estiu de 2012 es va disputar el 31 de juliol al London Aquatics Centre.

## Rècords
Abans de la prova els rècords del món i olímpic existents eren els següents:
| Rècord del món | Estats Units · Michael Phelps (1:44.49) · Ricky Berens (1:44.13) · David Walters (1:45.47) · Ryan Lochte (1:44.46)    | 6:58.55 | 31 de juliol de 2009 | Roma (Itàlia) | [ 2 ] [ 3 ] |
| Rècord olímpic | Estats Units · Michael Phelps (1:43.31) · Ryan Lochte (1:44.28) · Ricky Berens (1:46.29) · Peter Vanderkaay (1:44.68) | 6:58.56 | 13 d'agost de 2008   | Pequín (Xina) | -           |

No es produeix cap rècord durant la competició.

## Medallistes
| Or | Plata                                                                                        | Bronze                                                                               |
| Estats Units · Ryan Lochte · Conor Dwyer · Ricky Berens · Michael Phelps · Charlie Houchin* · Matt McLean* · Davis Tarwater* | França · Amaury Leveaux · Grégory Mallet · Clément Lefert · Yannick Agnel · Jérémy Stravius* | R.P. de la Xina · Hao Yun · Li Yunqi · Jiang Haiqi · Sun Yang · Lü Zhiwu* · Dai Jun* |

Els indicats amb un * sols van prendre part en les sèries preliminars

## Resultats

### Sèries
| Pos. | Sèrie | Línia | País            | Nedadors | Temps   | Notes |
| ---- | ----- | ----- | --------------- | --- | ------- | ----- |
| 1    | 2     | 4     | Estats Units    | Charlie Houchin (1:48.22) Matt McLean (1:46.68) Davis Tarwater (1:46.33) Conor Dwyer (1:45.52)               | 7:06.75 | Q     |
| 2    | 1     | 4     | França          | Jérémy Stravius (1:47.42) Grégory Mallet (1:47.56) Amaury Leveaux (1:47.87) Clément Lefert (1:46.33)         | 7:09.18 | Q     |
| 3    | 1     | 5     | Alemanya        | Tim Wallburger (1:48.10) Dimitri Colupaev (1:47.47) Clemens Rapp (1:48.04) Paul Biedermann (1:45.62)         | 7:09.23 | Q     |
| 4    | 2     | 3     | Austràlia       | David McKeon (1:48.25) Cameron McEvoy (1:47.89) Ned McKendry (1:47.55) Ryan Napoleon (1:46.81)               | 7:10.50 | Q     |
| 5    | 2     | 6     | Regne Unit      | David Carry (1:48.82) Ross Davenport (1:47.59) Rob Bale (1:49.85) Robbie Renwick (1:46.44)                   | 7:10.70 | Q     |
| 6    | 2     | 5     | R.P. de la Xina | Lü Zhiwu (1:48.83) Li Yunqi (1:47.27) Jiang Haiqi (1:47.56) Dai Jun (1:47.69)                                | 7:11.35 | Q     |
| 7    | 1     | 8     | Sud-àfrica      | Darian Townsend (1:48.09) Jean Basson (1:48.12) Sebastien Rousseau (1:47.67) Chad le Clos (1:47.63)          | 7:11.51 | Q     |
| 8    | 1     | 2     | Hongria         | Dominik Kozma (1:47.24) Peter Bernek (1:48.94) László Cseh (1:48.19) Gergő Kis (1:47.27)                     | 7:11.64 | Q     |
| 9    | 1     | 3     | Japó            | Yuki Kobori (1:48.00) Sho Sotodate (1:47.30) Chiaki Ishibashi (1:48.38) Yuya Horihata (1:48.06)              | 7:11.74 |       |
| 10   | 2     | 1     | Rússia          | Artem Lobuzov (1:48.30) Evgeny Lagunov (1:47.40) Mikhail Polishchuk (1:48.82) Alexander Sukhorukov (1:47.34) | 7:11.86 |       |
| 11   | 1     | 6     | Itàlia          | Gianluca Maglia (1:48.39) Alex di Giorgio (1:47.93) Riccardo Maestri (1:47.94) Marco Belotti (1:48.53)       | 7:12.69 |       |
| 12   | 2     | 8     | Bèlgica         | Dieter Dekoninck (1:48.62) Glenn Surgeloose (1:48.22) Louis Croenen (1:49.32) Pieter Timmers (1:48.28)       | 7:14.44 |       |
| 13   | 1     | 1     | Dinamarca       | Daniel Skaaning (1:48.98) Pál Joensen (1:49.40) Anders Lie (1:47.59) Mads Glæsner (1:49.07)                  | 7:15.04 |       |
| 14   | 2     | 7     | Canadà          | Blake Worsley (1:48.23) Colin Russell (1:48.54) Tobias Oriwol (1:49.24) Alec Page (1:49.21)                  | 7:15.22 |       |
| 15   | 1     | 7     | Nova Zelanda    | Matthew Stanley (1:47.88) Steven Kent (1:49.92) Dylan Dunlop-Barrett (1:49.51) Andy McMillan (1:49.87)       | 7:17.18 |       |
| 16   | 2     | 2     | Àustria         | David Brandl (1:49.80) Christian Scherubl (1:48.64) Markus Rogan (1:48.13) Florian Janistyn (1:51.37)        | 7:17.94 |       |

### Final
| Pos.   | Línia | País            | Nedadors                                                                                             | Temps   | Notes |
| ------ | ----- | --------------- | --- | ------- | ----- |
| Or     | 4     | Estats Units    | Ryan Lochte (1:45.15) Conor Dwyer (1:45.23) Ricky Berens (1:45.27) Michael Phelps (1:44.05)          | 6:59.70 |       |
| Argent | 5     | França          | Amaury Leveaux (1:46.70) Grégory Mallet (1:46.83) Clément Lefert (1:46.00) Yannick Agnel (1:43.24)   | 7:02.77 | NR    |
| Bronze | 7     | R.P. de la Xina | Hao Yun (1:47.12) Li Yunqi (1:46.46) Jiang Haiqi (1:47.17) Sun Yang (1:45.55)                        | 7:06.30 |       |
| 4      | 3     | Alemanya        | Paul Biedermann (1:46.15) Dimitri Colupaev (1:46.36) Tim Wallburger (1:47.48) Clemens Rapp (1:46.60) | 7:06.59 |       |
| 5      | 6     | Austràlia       | Thomas Fraser-Holmes (1:46.13) Kenrick Monk (1:46.67) Ned McKendry (1:47.60) Ryan Napoleon (1:46.60) | 7:07.00 |       |
| 6      | 2     | Regne Unit      | Robbie Renwick (1:46.93) Ieuan Lloyd (1:47.40) Rob Bale (1:47.45) Ross Davenport (1:47.55)           | 7:09.33 |       |
| 7      | 1     | Sud-àfrica      | Darian Townsend (1:47.25) Sebastien Rousseau (1:47.36) Chad le Clos (1:47.15) Jean Basson (1:47.89)  | 7:09.65 |       |
| 8      | 8     | Hongria         | Dominik Kozma (1:46.94) László Cseh (1:48.06) Peter Bernek (1:48.74) Gergő Kis (1:49.92)             | 7:13.66 |       |

NR - Rècord nacional